# 太平洋石炭販売輸送臨港線
臨港線（りんこうせん）は、太平洋石炭販売輸送（現：新太平洋商事）が運営していた北海道釧路市の春採駅と同市知人駅を結ぶ貨物専業の鉄道路線である。
1925年2月に釧路臨港鉄道により知人駅 - 春採駅間で開業した路線で、一時は循環線にする構想もあったが、結局、循環線にされることはなく、1979年に太平洋石炭販売輸送が引き継いだ。農産物や生活物資を運んだ時代もあり、1963年までは旅客営業も行っていた。本項目では東釧路駅から南西へ伸びていた城山線にも触れる。
2019年2月7日、採炭量が減少して石炭輸送が不要になったことを受け、荷主の釧路コールマインが太平洋石炭販売輸送に対し、次年度の契約をしない方針を伝えた。同年2月9日、太平洋石炭販売輸送の親会社太平洋興発は、当路線を3月末をもって運休とし、その後に廃止することを決定した、と明らかにし、6月末で廃止された。

## 路線データ
1986年11月1日以降
- 路線距離（営業キロ）：春採駅 - 知人駅 4.0 km[7]
- 軌間：1,067 mm
- 駅数：2駅
- 複線区間：なし（全線単線）
- 電化区間：なし（全線非電化）
- 閉塞方式：自動閉塞式[1]
- 最高速度：40 km/h[1]

## 運行形態
石炭車の両端にディーゼル機関車を連結し、選炭場がある春採駅と釧路港の貯炭場がある知人駅の間で石炭をシャトル輸送していた。また、荷役（ホッパの開閉）は、機関車からの遠隔制御で行われ、そのため、貨車には電気連結器と回路の引き通しが設けられていた。
太平洋炭礦時代は、平日9-16時の間に12時前後の昼食休憩を挟んで頻繁に往復していたが、釧路コールマインになって以降は出炭がなければ運行しなくなり、以前のように頻繁な運行は見られなくなっていた。

## 歴史
- 1923年（大正12年）
  - 1月20日：鉄道敷設免許を申請[9]。

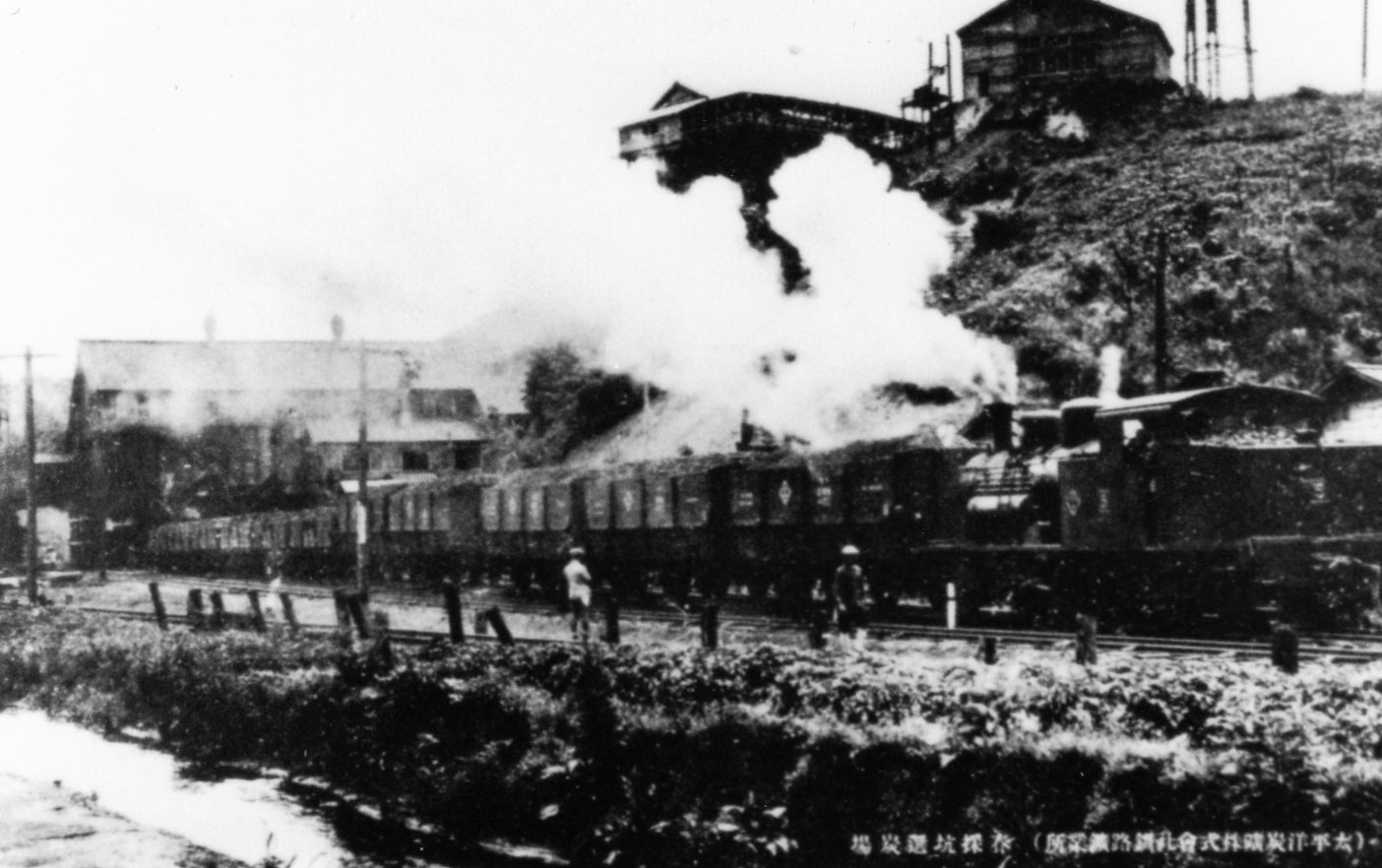
春採選炭場（1930年頃、太平洋炭鉱絵はがき）

  - 6月18日：鉄道免許状下付（釧路市大字釧路村地内）[10]
  - 12月12日[11]：太平洋炭礦の石炭輸送部門を受け持つ子会社として釧路臨港鉄道が設立される。
- 1925年（大正14年）
  - 2月11日：春採駅 - 知人駅間 (4.1 km) 開業（貨物営業）届出[12]。（釧路市地域史研究会『釧路市統合年表:釧路市・阿寒町・音別町合併1周年記念』では2月12日開業[9]）
  - 3月16日：別保信号場 - 春採駅間 (3.3 km) 開業（貨物営業）[13][9]。
- 1926年（大正15年）
  - 2月1日：知人駅 - 臨港駅間 (1.1 km) 開業。沼尻駅、米町駅、真砂町駅開業。春採駅 - 臨港駅間で旅客営業を開始[14][9]。
  - 6月1日：観月園駅開業[15]。
- 1927年（昭和2年）
  - 2月20日：臨港駅 - 入舟町駅間 (0.2 km) 開業。入舟町駅の旅客扱いを開始し、臨港駅を貨物駅とする。
  - 12月15日：鉄道免許状下付（釧路市大字釧路村地内）[16]
- 1928年（昭和3年）11月11日：別保信号場が東釧路駅に変更。
- 1929年（昭和3年）12月18日：東釧路駅 - 春採駅間の旅客営業を開始[9]。
- 1937年（昭和12年）1月10日：城山駅 - 東釧路駅間開業[17][9]。
- 1940年（昭和15年）10月24日：終点の入舟町駅移転。路線が0.6 km延伸[18]。
- 1942年（昭和17年）5月27日：真砂町駅廃止。臨港駅の旅客扱い再開。
- 1953年（昭和28年）4月16日：永住町駅開業。
- 1956年（昭和31年）11月10日：線路移設により観月園駅移転。実延長122 m短縮。春採駅 - 観月園駅間の営業キロを0.1 km短縮。
- 1960年（昭和35年）
  - 5月4日：沼尻駅を停留所化。
  - 6月1日：観月園駅 - 沼尻停留所間の営業キロを0.1 km短縮（実延長に変更なし）。
- 1961年（昭和36年）5月24日：緑ヶ岡駅開業。
- 1963年（昭和38年）11月1日：全線で旅客営業廃止[9]。
- 1966年（昭和41年）12月1日：臨港駅 - 入舟町駅間廃止（大半の区間は臨港駅の構外側線として存置され、1986年の臨港駅廃止時に撤去）。
- 1979年（昭和54年）4月30日：釧路臨港鉄道が太平洋石炭販売輸送に吸収合併され[9]、東釧路駅 - 臨港駅間が同社の臨港線、城山駅 - 東釧路駅間が城山線となる。
- 1985年（昭和60年）6月1日：城山線 城山駅 - 東釧路駅間廃止。
- 1986年（昭和61年）11月1日：日本国有鉄道から連絡運輸契約を前日限りで解除する通告があったため、東釧路駅 - 春採駅間、知人駅 - 臨港駅間廃止[19]。開業当時の区間のみ残存。
- 2019年（平成31年/令和元年）
  - 3月25日：鉄道事業法に基づき、国土交通大臣に路線の廃止届を提出[20]。
  - 3月30日：この日の運転をもって休止。荷主の釧路コールマインとの契約は翌31日で終了[21]。
  - 4月6日：さよならセレモニーを開催し、保安列車運転後に運転室の見学会を実施[22][23]。
  - 6月30日：全線廃止[20][6]。

### 廃線後

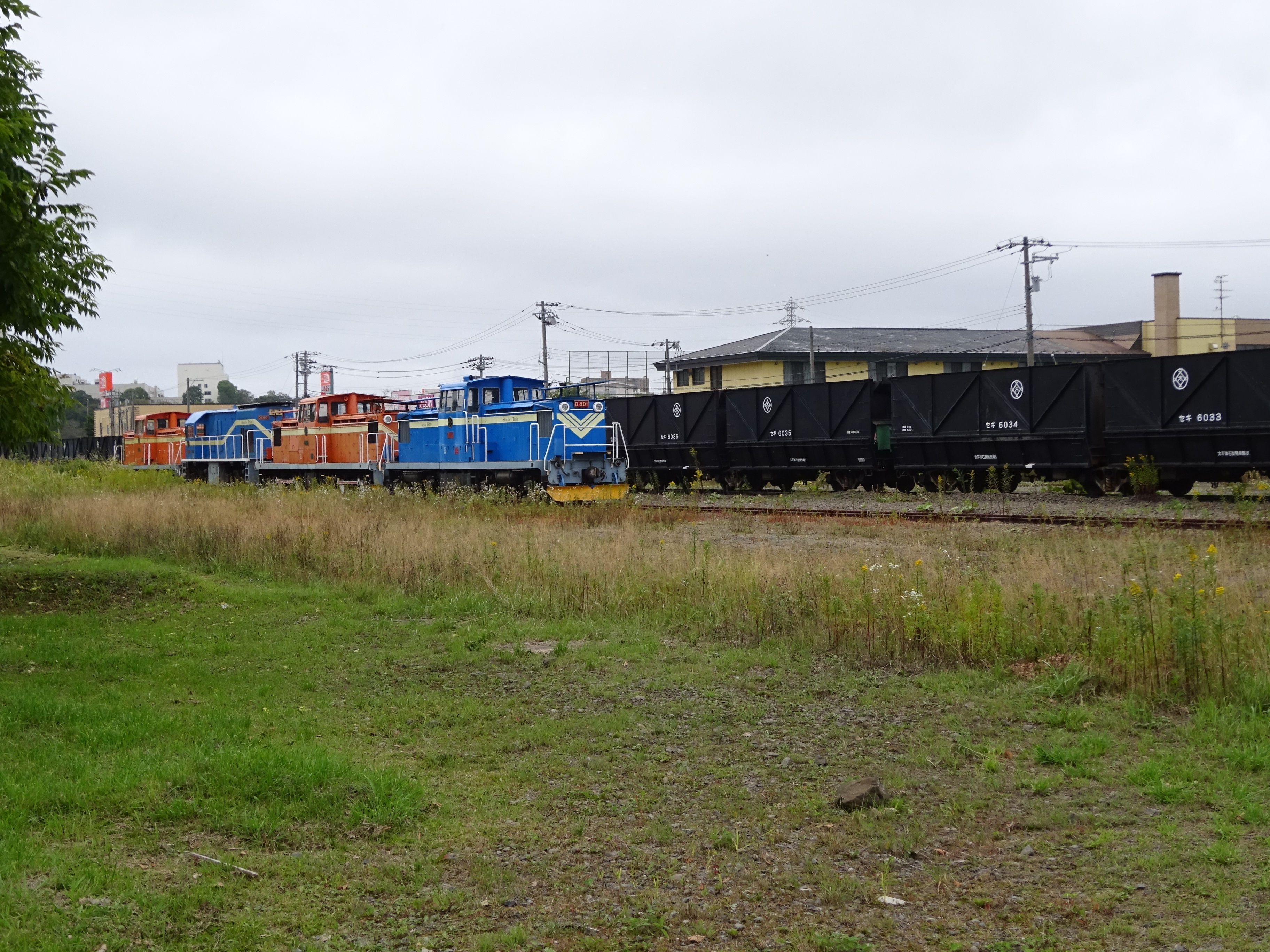
旧春採駅で留置される機関車と石炭車

2020年5月時点で線路は撤去済みであるが、地元有志が踏切の廃材や写真などの資料、運行母体の新太平洋商事が旧春採駅で保管している車両（機関車4両、貨車28両）を産業遺産として観光などに活用することをめざしていた。しかしその後、一旦は中古の鉄道車両を扱う業者と売却契約が結ばれたものの、COVID-19流行の影響による輸送費の高騰などで契約が解消され、鉄道愛好家団体による保存も維持費の捻出などが困難とされ、2022年10月から解体される事となった。

## 駅一覧
城山駅 - 材木町駅 - 東釧路駅 - 緑ヶ岡駅 - 永住町駅 - 春採駅 - 観月園駅 - 沼尻駅 - 米町駅 - 知人駅 - 真砂町駅 - 臨港駅 - 入舟町駅